# Forest Hills (Queens)
Forest Hills è un quartiere della parte centrale di New York. Confina a nord con Rego Park; nella parte orientale con Flushing Meadows Park, Grand Central Parkway e Kew Gardens; ad ovest con Middle Village; nella parte meridionale con Forest Park.

## Il quartiere
Forest Hills ospita residenti di ceto medio-alto e aristocratico, gli ultimi a vivere nella prestigiosa area di Forest Hills Gardens. La comunità, inizialmente conosciuta come Whitepot, è stata fondata nel 1906. Tre anni dopo, nel 1909, Margaret Olivia Slocum Sage fondò la Russell Sage Foundation per 142 acri di terra dalla Cord Meyer Development Company. Il piano originale prevedeva una buona struttura a basso reddito, che sarebbe stato occasione per una migliore condizione di vita e del lavoro.
Grosvenor Atterbury, un noto architetto, commissionò il progetto di Forest Hills Gardens. Il quartiere fu pianificato in base al modello del giardino della comunità dell'Inghilterra. Come risultato, ci sono molte case che hanno come stile il Tudor a Forest Hills, la maggior parte ora situate a Forest Hills Gardens.

## Demografia
Secondo i dati del censimento del 2010 la popolazione di Forest Hills era di 86 364 abitanti, in aumento dell'1,5% rispetto ai 85 046 del 2000. La composizione etnica del quartiere era: 58,3% (48 822) bianchi americani, 24,2% (20 233) asioamericani, 2,5% (2 086) afroamericani, 0,1% (63) nativi americani, 0,0% (22) nativi delle isole del Pacifico, 0,4% (373) altre etnie e 2,1% (1 719) multietinici. Gli ispanici e latinos di qualsiasi etnia erano il 12,4% (10 410).

## Trasporti
Il quartiere è servito dalla metropolitana di New York attraverso le stazioni di 67th Avenue, Forest Hills-71st Avenue, 75th Avenue e Kew Gardens-Union Turnpike della linea IND Queens Boulevard, dove fermano i treni delle linee E, F, M, R. La stazione ferroviaria di Forest Hills è servita dai treni suburbani della Long Island Rail Road.

## Riferimenti nella cultura di massa
Si tratta del quartiere in cui si è formata la band punk Ramones nel 1974.
Forest Hills è anche conosciuta in quanto vi sono nati e cresciuti Paul Simon e Art Garfunkel, in arte Simon & Garfunkel, popolare duo folk rock statunitense.
Forest Hills è il quartiere dove è nato e dove ha vissuto a lungo Peter Parker, ovvero l'Uomo Ragno dei fumetti.
Il West Side Tennis Club, situato nel quartiere, è stato sede dal 1915 al 1977 dell'US open, torneo di tennis tra i più prestigiosi al mondo, uno dei quattro del Grande Slam.